# Мегаланія
Мегаланія (Megalania prisca або Varanus priscus) — вимерлий вид гігантських варанів, частина мегафауни, що населяла Австралію в плейстоцені. Належить до родини Varanidae, яке включає всього один сучасний рід Varanus з багатьма видами.
Це найбільша наземна ящірка, що коли-небудь існувала, досягаючи приблизно 3,5—7 метрів у довжину і вагою від 97 до 1940 кг, але фрагментарний характер відомих решток робить ці оцінки дуже непевними.

## Таксономія
Назва Megalania prisca було дано в 1859 році сером Річардом Овеном. Родова назва Megalania складена з двох грецьких слів: Μέγας (мегас) — великий і lania — модифікація дав.-гр. ἠλαίνω («я блукаю»). Видовий епітет prisca грецькою означає «давня» (жін. рід, оскільки Megalania — жіночого роду). Таким чином, повну назву цього виду можна перекласти як «великий древній бродяга». Схожість дав.-гр. ἠλαίνω до лат. lania («м'ясник» у жіночому роді) призвела до поширеного невірного трактування назви як «гігантський стародавній м'ясник».
Спочатку вид був описаний Овеном як типовий вид нового роду Megalania. Багато вчених схильні відносити цей вид до роду Varanus, вважаючи рід Megalania молодшим синонімом. При такому підході видовою назвою мегаланії буде Varanus priscus (priscus — «стародавній»), тобто «древній варан».

## Опис
Цей вид мешкав в Австралії в плейстоценову епоху, починаючи з 1,6 млн тому і закінчуючи приблизно 40 000 років тому. Мегаланія жила в трав'янистих саванах і розріджених лісах, де полювала на ссавців, у тому числі й на дуже великих, таких як Дипротодон та Прокоптодон, різних рептилій, птахів тощо. Не цуралася мегаланія і падла, як сучасні комодські варани.
Довжина мегаланії варіювала від 3,5 до 7 м. Але 7-метрові особини були рідкістю, найчастіше ці ящірки були завдовжки близько 5,5 м. При такій довжині вага мегаланії становила б приблизно 400 кг. Вага 7-метрових гігантів могла сягати 650—700 кг.

## Мегаланія в криптозоології
Наприкінці 1990-х було багато повідомлень і чуток про зустрічі з мегаланією в Австралії або в Новій Гвінеї. Австралійський криптозоолог Рекс Джилрой (Rex Gilroy) заявив, що мегаланія все ще жива сьогодні, і коли вона буде виявлена — тільки питання часу.
Ймовірність того, що популяція велетенських ящірок в австралійській необжитій місцевості не вимерла, малоймовірна, оскільки різні повідомлення про велетенських ящірок почалися лише після того, як мегаланія була вперше описана в науковому світі.